# Kakuiči Mimura
Kakuiči Mimura (16. srpen 1931 – 19. února 2022) byl japonský fotbalista.

## Reprezentace
Kakuiči Mimura odehrál 4 reprezentační utkání. S japonskou reprezentací se zúčastnil letních olympijských her 1956.

## Statistiky
| Japonsko | Japonsko | Japonsko |
| Roky     | Záp.     | Góly     |
| -------- | -------- | -------- |
| 1955     | 4        | 0        |
| Celkem   | 4        | 0        |